# Anastasia Kuznetsova
Anastasia Kuznetsova es una modelo rusa. Ha modelado para diseñadores como Max Azria, Louis Vuitton, Fendi, Valentino, y Givenchy, y desfilado en el Victoria's Secret Fashion Show en 2009. Kuznetsova ha aparecido en ediciones de revistas como Vogue Rusia, V, Harper's Bazaar Reino Unido, y Dazed & Confused. Ha aparecido en Vogue Australia en 2008. También figuró en la campaña primavera/verano 2010 de Topshop.